# Niya Xiang
Niya Xiang (kinesiska: 尼雅乡, 尼雅) är en socken i Kina. Den ligger i den autonoma regionen Xinjiang, i den nordvästra delen av landet, omkring 860 kilometer sydväst om regionhuvudstaden Ürümqi. Antalet invånare är 6 373. Befolkningen består av 3 117 kvinnor och 3 256 män. Barn under 15 år utgör 21,0 %, vuxna 15-64 år 73 %, och äldre över 65 år 4,0 %.
Genomsnittlig årsnederbörd är 47 millimeter. Den regnigaste månaden är juni, med i genomsnitt 18 mm nederbörd, och den torraste är april, med 1 mm nederbörd.